# Rafael Rodríguez Mohedano
Fray Rafael Rodríguez Mohedano (Córdoba, 1725 - 1787), historiador de la literatura español, hermano de fray Pedro Rodríguez Mohedano (Córdoba, 1722 - 1773).

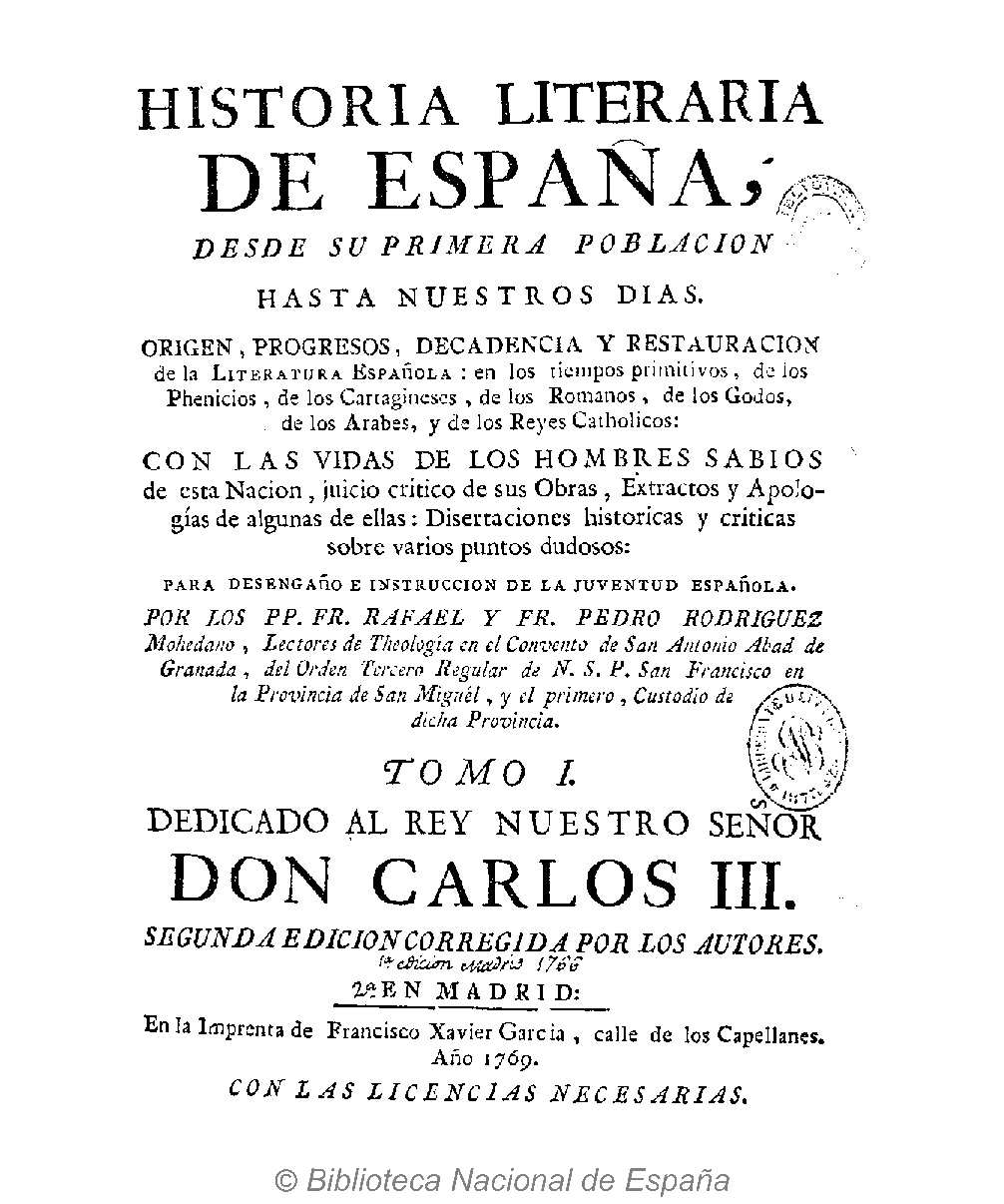
Historia literaria de España desde su primera población hasta nuestros días (Fr. Rafael y Fr. Pedro Rodriguez Mohedano).

## Biografía
Ingresó como su hermano en la orden franciscana y vivió con él en el convento de San Antonio Abad de Granada. Ambos se propusieron con el espíritu enciclopédico de la Ilustración escribir una Historia literaria de España, desde su primera población hasta nuestros días de la que concluyeron nueve tomos que llegaban hasta el poeta hispanorromano Lucano. Se publicó desde 1766 a 1791 y su modelo es la Historia literaria de Francia escrita por monjes benedictinos franceses. Según Felipe Pedraza,
El título no corresponde exactamente al contenido, pues difícilmente se pueden llenar nueve tomos con la literatura de los tiempos primitivos. Se extienden, además, a todo tipo de consideraciones políticas, sociales, culturales, artísticas etcétera, con lo que resulta un monumento de erudición.
La obra tiene su importancia desde el punto de vista filológico, pero en la parte dedicada a Columela destacan las notas, en las que se describen prácticas agrarias de su tiempo, se sostienen diversas doctrinas agronómicas y se combate a favor de los puntos de vista de Columela, a quien además tradujeron. Ambos escribieron también una Apologia del tomo V. De la historia literaria de España: Con dos cartas sobre el mismo asunto, (Madrid: J. Ibarra, 1779).